# Sancho al V-lea al Aragonului și Navarei
Sancho Ramirez (n. 1045 – d. iunie 1094, Huesca, Aragon, Spania) a fost regele Aragonului (1063 - 1094, formal din 1076) și regele Navarei din 1076 ca Sancho al V-lea. El a fost fiul lui Ramiro I al Aragonului și a soției sale, Ermesinda of Bigorre.
Între 1067 și 1068, ‘’Războiul celor Trei Sanchos’’ l-au implicat într-un conflict cu verii săi primari, ambii numiți Sancho: Sancho al IV-lea al Navarei și Sancho al II-lea al Castiliei. Sancho castilianul încerca să reia Bureba și Alta Rioja, pe care tatăl său le oferise regelui Navarei , însă a eșuat. Sancho a cerut ajutorul lui Sancho din Aragon pentru a-și apăra regatul. Sancho al Castiliei i-a învins pe cei doi veri și au recucerit atât Bureba și Alta Rioja, precum și Álava.
În 1076, când Sancho al IV-lea al Navarei a fost ucis de proprii frați, stimulând astfel o criză de succesiune în acest regat vecin care reprezenta domeniul nominal al Aragonului. La început, tânărul fiul regelui ucis, Garcia, care a fugit în Castilia, a fost recunoscut ca rege titular de Alfonso al VI-lea, în timp ce Sancho Ramírez a rescurat nobili secundari din Navara, care detestau regatul lor sub domnia lui Alfonso. Sancho Ramírez a fost ales rege al Navarrei, în timp ce el a cedat provinciile vestice contestate în prealabil ale regatului de Alfonso. Din acest moment, Sancho era rege în Navara și în Aragon.
Sancho a cucerit Barbastro în 1064, Graus în 1083, și Monzón în 1089. El a fost învins de El Cid, care făcea raiduri pe terenurile sale și pe cele ale aliaților săi musulmani, în bătălia de la Morella, probabil în 1084. El a murit în 1094 la bătălia de la Huesca, străpuns de o săgeată în timp ce inspecta pereții cetății musulmane.